# 庫克鎮區 (愛荷華州索克縣)
庫克鎮區（英語：Cook Township）是位於美國愛荷華州索克縣的一個行政鎮區。

## 地方資料
根據2010年美國人口普查的數據，庫克鎮區的面積為95.13平方千米，當中陸地面積為95.11平方千米，而水域面積為0.02平方千米。當地共有人口167人，而人口密度為每平方千米1.76人。